# Špilja kod Stare Sušice
Špilja kod Stare Sušice este o arie protejată (sit de importanță comunitară — SCI) din Croația întinsă pe o suprafață de 0,78 ha, integral pe uscat.

## Localizare
Centrul sitului Špilja kod Stare Sušice este situat la coordonatele 45°23′26″N 14°59′53″E / 45.390575°N 14.997966°E.

## Înființare
Situl Špilja kod Stare Sušice a fost declarat sit de importanță comunitară în iulie 2013 pentru a proteja un număr necunoscut de specii din flora spontană și fauna sălbatică aflate în arealul zonei.

## Biodiversitate
Situată în ecoregiunea alpină, aria protejată conține 1 habitat natural: Peșteri inaccesibile publicului.
La baza desemnării sitului se află un număr nedeclarat de specii protejate.